# St. Martha Slopes
Die St. Martha Slopes sind breite und bis zu 3 km lange Berghänge im Norden der westantarktischen James-Ross-Insel. Sie erstrecken sich von vom San-José-Pass in südöstlicher Richtung bis zum Ufer der Saint Martha Cove.
Das UK Antarctic Place-Names Committee benannte sie 1993 in Anlehnung an die Benennung der benachbarten Bucht. Deren Namensgeber ist wahrscheinlich Martha von Bethanien, eine Gestalt aus dem Lukasevangelium der Bibel.